# Estação Daneborg

Localização de Daneborg, no Parque Nacional do Nordeste da Gronelândia.

Estação Daneborg ou simplesmente Daneborg é uma estação de pesquisa na Península Wollaston Foreland, no Parque Nacional do Nordeste da Gronelândia, costa leste da Gronelândia, Mar da Gronelândia. 

## Visão geral
Daneborg serve como sede da Slædepatruljen Sirius, os patrulheiros de cães de trenó do Parque Nacional do Nordeste da Gronelândia, o maior parque nacional do mundo. Daneborg tem 12 habitantes o ano inteiro e é a estação de pesquisa mais populosa do Parque Nacional do Nordeste da Gronelândia. A Estação Daneborg foi construída no verão de 1944.

## Ligações Externas
- Informações acerca da Estação de pesquisa